# Baissea welwitschii
Baissea welwitschii är en oleanderväxtart som först beskrevs av Henri Ernest Baillon, och fick sitt nu gällande namn av Otto Stapf och William Philip Hiern. Baissea welwitschii ingår i släktet Baissea och familjen oleanderväxter. Inga underarter finns listade i Catalogue of Life.